# Мюслюм Аслан
Мюслюм Аслан — курдський поет, написав п'ять книг. З 2020 року живе в Німеччині. Народився в районі Нусайбін, провінції Мардін у Туреччині.

## Біографія
Початкову та середню освіту здобув у Нусайбіні. 1990-ті роки стали періодом політичних напружень, і Мюслюм опинився у вирі цих подій. Через політичні причини був заарештований і провів у в'язницях різних міст (Діярбакир, Чанкіри, Мараша) близько 10 років до 2001 року.
Інтерес до поезії значною мірою зумовлений впливом діда — відомого курдського поета Джигерхвіна, чиї вірші читав онукові, що пробудило в ньому любов до поезії. У в'язниці він почав писати вірші більш інтенсивно. Перші вірші були опубліковані в журналі HAWAR, що успадкував традиції Мазлума Догана і Ферхата Куртая.
Після звільнення очолював газету «Ütopya», яка видавалася по всій країні. Також був одним із засновників Культурного і мистецького дому «Roza», створеного у 2004 році. Під дахом Roza видавали два журнали — турецькомовний «DEM» та курдськомовний «Nûbîn».
Однак через урядове закриття культурного дому Roza видання журналів було припинено вже після першого номера.
Його поезії, есе та щоденники публікувалися у журналах і газетах: Güney Dergisi,
Ütopya, Yaratı, Hayal Dergisi, Tîgrîs, Kowar W, Tîroj, Dilop та багатьох інших. Ім'я і вірші Мюслюма Аслана увійшли до світової антології North Poets Anthology, укладеної відомим курдським поетом Арженом Арі. Особливо курдською мовою написані його вірші були покладені на музику такими відомими курдськими виконавцями як Хасан Терджан, Ділжен Роні, Раперін.
Мюслюм Аслан є членом Kurdish PEN та Курдського письменницького фонду.

## Твори
- Дзеркало / Ayna (2005), J&J Yayınları (J&J Vydavnytstvo — J&J Yayınları)
- Обличчя / Ru (2009), BM Yayınları (BM Vydavnytstvo — BM Yayınları)
- Річки ллються в підземелля / Nehirler Zindanlara Dökülür (2013), Esmer Yayınları (Esmer Vydavnytstvo — Esmer Yayınları)
- Онур / Aram (2021), J&J Yayınları (J&J Vydavnytstvo — J&J Yayınları)
- Конюшина / Nefel (2024), Luvi Yayınları (Luvi Vydavnytstvo — Luvi Yayınları)